# Новая Курба
Но́вая Курба́ (бур. Шэнэ Хγрбэ) — село в Заиграевском районе Бурятии. Административный центр сельского поселения «Курбинское».

## География
Расположено на левом берегу реки Курба, в 1 км севернее от места её впадения в Уду, в 36 км к северо-востоку от районного центра — пгт Заиграево. По северной окраине села проходит региональная автодорога Р436 Улан-Удэ — Романовка — Чита. Автомобильным мостом через Уду село связано со Старой Курбой и республиканской автодорогой 03К-011 (Верхнеталецкий тракт).

## Население
| 2002 | 2010 |
| ---- | ---- |
| 530  | ↘484 |

## История
27 мая 1873 года была освящена Никольская церковь.

## Инфраструктура
Администрация сельского поселения, основная общеобразовательная школа, Дом культуры, библиотека, поликлиника, врачебная амбулатория.